# مؤثر لابلاس
مؤثر لابلاس أو لابلاسيان (بالإنجليزية: Laplace operator أو Laplacian)‏ ورمزه {\displaystyle \nabla ^{2}} أو {\displaystyle \Delta } إحدى المؤثرات التفاضلية وهو من المؤثرات المهمة في مجال حساب المتجهات وكذلك حساب التفاضل والتكامل متعدد المتغيرات وسمى المؤثر بهذا الاسم عرفاناً للعالم الرياضياتي الفرنسي بيير لابلاس.
يظهر مؤثر لابلاس في معادلات تفاضلية تصف العديد من الظواهر الفيزيائية، مثل الكمونات الكهربائية والجاذبية، ومعادلة الانتشار للحرارة وتدفق الموائع، وانتشار الموجة، وميكانيكا الكم؛ كما أن هذا المؤثر يُستخدم أيضًا في ميدان فيزياء الأرض. يمثل مؤثر لابلاس كثافة التدفق لتدفق التدرج للدالة.

## التعريف
وفقا لتعريف لابلاس تمثل «نابلا» ({\displaystyle \nabla }) معدل تغير دالة بالنسبة لتغير في إحداثيات المكان، أي تدرج دالة ({\displaystyle \nabla A})؛ و " {\displaystyle \nabla .} " تمثل عملية التباعد (يجب الانتباه إلى أن "{\displaystyle .}" تشير إلى عملية الضرب القياسي وليس عملية الضرب العادية). ويعبر عن هذا التعريف بالصياغة الرياضية كالتالي:
{\displaystyle \Delta A=\nabla ^{2}A=\nabla \cdot \nabla A=\operatorname {div} (\operatorname {grad} (A))};
واللابلاسيان مؤثر تفاضلي يعمل على قيمة سلمية وينتج عنه كذلك قيمة سلمية.

## لابلاسيان في الإحداثيات

### في بعدين 2د
يعطى اللابلاسيان في إحدايات من بعدين (x,y)حسب العلاقة:
{\displaystyle \Delta f={\frac {\partial ^{2}f}{\partial x^{2}}}+{\frac {\partial ^{2}f}{\partial y^{2}}}}
حيث أن x و y المتغيران القياسيين في الإحداثيات الديكارتية لـمستوي xy.
أما في الإحداثيات القطبية,
{\displaystyle {\begin{aligned}\Delta f&={1 \over r}{\partial  \over \partial r}\left(r{\partial f \over \partial r}\right)+{1 \over r^{2}}{\partial ^{2}f \over \partial \theta ^{2}}\\&={1 \over r}{\partial f \over \partial r}+{\partial ^{2}f \over \partial r^{2}}+{1 \over r^{2}}{\partial ^{2}f \over \partial \theta ^{2}}.\end{aligned}}}

### في الإحداثيات ثلاثية الأبعاد 3د
في الإحداثيات الديكارتية,
{\displaystyle \Delta f={\frac {\partial ^{2}f}{\partial x^{2}}}+{\frac {\partial ^{2}f}{\partial y^{2}}}+{\frac {\partial ^{2}f}{\partial z^{2}}}.}
في الإحداثيات الأسطوانية,
{\displaystyle \Delta f={1 \over \rho }{\partial  \over \partial \rho }\left(\rho {\partial f \over \partial \rho }\right)+{1 \over \rho ^{2}}{\partial ^{2}f \over \partial \theta ^{2}}+{\partial ^{2}f \over \partial z^{2}}.}
في الإحداثيات الكروية:
{\displaystyle \Delta f={1 \over r^{2}}{\partial  \over \partial r}\left(r^{2}{\partial f \over \partial r}\right)+{1 \over r^{2}\sin \varphi }{\partial  \over \partial \varphi }\left(\sin \varphi {\partial f \over \partial \varphi }\right)+{1 \over r^{2}\sin ^{2}\varphi }{\partial ^{2}f \over \partial \theta ^{2}}.}

مقارنة بين نظام الإحداثيات الكروي ونظام احداثيات الثلاثة ابعاد (z, y, x).

(هنا على غير المألوف θ تعبر عن زاوية السمت فيما تعبر φ عن زاوية سمت الرأس).
في الشكل العام من الإحداثيات الانحنائية ({\displaystyle \xi ^{1},\xi ^{2},\xi ^{3}}):
{\displaystyle \nabla ^{2}=\nabla \xi ^{m}\cdot \nabla \xi ^{n}{\partial ^{2} \over \partial \xi ^{m}\partial \xi ^{n}}+\nabla ^{2}\xi ^{m}{\partial  \over \partial \xi ^{m}},}

## اقرأ أيضا
- مصفوفة لابلاس